# Šljivovica
Šljivovica (izvirno srbsko Шљивовица) je naselje v Srbiji, ki upravno spada pod Občino Čajetina; slednja pa je del Zlatiborskega upravnega okraja.

## Demografija
V naselju živi 489 polnoletnih prebivalcev, pri čemer je njihova povprečna starost 46,2 let (45,4 pri moških in 47,1 pri ženskah). Naselje ima 209 gospodinjstev, pri čemer je povprečno število članov na gospodinjstvo 2,74. Naselje pa je, glede na rezultate popisa iz leta 2002, večinoma srbsko.
|  |

| Demografija | Demografija     | Demografija     |
| Leto        | Št. prebivalcev | Št. prebivalcev |
| ----------- | --------------- | --------------- |
|             |                 |                 |
|             |                 |                 |
|             |                 |                 |
|             |                 |                 |
| 1948        | 851             |                 |
| 1953        | 925             |                 |
| 1961        | 892             |                 |
| 1971        | 708             |                 |
| 1981        | 537             |                 |
| 1991        | 645             | 645             |
| 2002        | 586             | 573             |
|             |                 |                 |

| Etnična sestava po popisu iz leta 2002 | Etnična sestava po popisu iz leta 2002 | Etnična sestava po popisu iz leta 2002 | Etnična sestava po popisu iz leta 2002 | Etnična sestava po popisu iz leta 2002 |
| -------------------------------------- | -------------------------------------- | -------------------------------------- | -------------------------------------- | -------------------------------------- |
| Srbi                                   | Srbi                                   |                                        | 563                                    | 98,25%                                 |
| Slovenci                               | Slovenci                               |                                        | 1                                      | 0,17%                                  |
| Rusi                                   | Rusi                                   |                                        | 1                                      | 0,17%                                  |
| Neznano                                | Neznano                                |                                        | 8                                      | 1,39%                                  |